# Saint-Andéol-de-Vals
Saint-Andéol-de-Vals ist eine französische Gemeinde mit 529 Einwohnern (Stand 1. Januar 2022) im Département Ardèche in der Region Auvergne-Rhône-Alpes. Die Bewohner nennen sich Saint-Andéolais. 

## Geographie
Nachbargemeinden sind Vallées-d’Antraigues-Asperjoc mit Antraigues-sur-Volane im Nordwesten, Genestelle im Norden, Saint-Étienne-de-Boulogne und Saint-Michel-de-Boulogne im Osten, Saint-Julien-du-Serre im Süden, Vals-les-Bains im Südwesten und Asperjoc im Westen. Das Gemeindegebiet wird vom Flüsschen Sandron durchquert.

## Bevölkerungsentwicklung
| Jahr                       | 1962 | 1968 | 1975 | 1982 | 1990 | 1999 | 2008 | 2014 |
| -------------------------- | ---- | ---- | ---- | ---- | ---- | ---- | ---- | ---- |
| Einwohner                  | 446  | 362  | 345  | 391  | 413  | 437  | 540  | 541  |
| Quellen: Cassini und INSEE |      |      |      |      |      |      |      |      |